# 岩渕友
岩渕 友（いわぶち とも、1976年10月3日 - ）は、日本の政治家。日本共産党所属の参議院議員（2期）。

## 経歴
1976年、福島県喜多方市生まれ。公務員の父の転勤により福島市に移住。18歳の時に日本共産党に入党。
1995年、福島県立福島南高等学校卒業。1999年、福島大学行政社会学部卒業。福島県消費生活センター職員を経て2005年日本民主青年同盟福島県委員長、2010年日本共産党福島県委員会常任委員に就任。
2010年、第22回参議院議員通常選挙に福島県選挙区より出馬するも落選。
2012年、第46回衆議院議員総選挙に比例東北ブロック2位で出馬するも落選。
2013年、第23回参議院議員通常選挙に福島県選挙区から立候補するも落選。
2014年、第47回衆議院議員総選挙に比例東北ブロック2位で出馬するも落選。
2016年の第24回参議院議員通常選挙に参議院比例区から立候補し、初当選。福島県関連の共産党国会議員が当選したのは下田京子以来27年ぶりである。
2022年の第25回参議院議員通常選挙に参議院比例区から立候補し、再選。

## 政策・主張
- 安全保障関連法は廃止すべき[11]。
- 憲法改正に反対[11]。
- 憲法9条の改正に反対[11]。
- 緊急事態条項の創設に反対[11]。
- 政治的公平性を欠く放送を繰り返した放送局に対し、電波停止を命じる可能性に言及した高市早苗総務相の姿は問題だ[11]。
- 2017年4月の消費税率10％への引き上げについて、法改正し、引き上げを延期または中止すべきだ[11]。
- アベノミクスの恩恵は、地方や中小企業に及んでいるとは思わない[11]。
- 環太平洋パートナーシップ協定に反対[11]。
- 原発は日本に必要ない[11]。
- 米軍普天間基地は国外に移設すべき[11]。
- 核武装について、将来にわたって検討すべきでない[11]。
- 受動喫煙防止を目的に飲食店などの建物内を原則禁煙とする健康増進法改正に賛成。2016年の参院選に先駆けて行われた受動喫煙防止についての公開アンケートにおいて、レストランやバーを含む一般市民が出入りする場所は、2020年までに「罰則付きの禁煙とするべきである」と回答している[12]。

## 選挙歴
| 当落 | 選挙                     | 執行日         | 年齢 | 選挙区           | 政党       | 得票数    | 得票率 | 定数 | 得票順位 /候補者数 | 政党内比例順位 /政党当選者数 |
| ---- | ------------------------ | -------------- | ---- | ---------------- | ---------- | --------- | ------ | ---- | ------------------ | ---------------------------- |
| 落   | 第22回参議院議員通常選挙 | 2010年07月11日 | 33   | 福島県選挙区     | 日本共産党 | 6万4209票 | 6.47%  | 2    | 5/5                | /                            |
| 落   | 第46回衆議院議員総選挙   | 2012年12月16日 | 36   | 比例東北ブロック | 日本共産党 | ーー票    | ーー   | 1    | /                  | 2/1                          |
| 落   | 第23回参議院議員通常選挙 | 2013年07月21日 | 36   | 福島県選挙区     | 日本共産党 | 7万7401票 | 9.05%  | 1    | 3/6                | /                            |
| 落   | 第47回衆議院議員総選挙   | 2014年12月14日 | 38   | 比例東北ブロック | 日本共産党 | ーー票    | ーー   | 1    | /                  | 2/1                          |
| 当   | 第24回参議院議員通常選挙 | 2016年07月10日 | 39   | 参議院比例区     | 日本共産党 | 3万1099票 | ーー   | 48   | /                  | 4/5                          |
| 当   | 第26回参議院議員通常選挙 | 2022年07月10日 | 45   | 参議院比例区     | 日本共産党 | 3万5392票 | ーー   | 50   | /                  | 3/3                          |